# Grzegorzów (Kondratowice)
Grzegorzów (deutsch Grögersdorf veraltet auch Gregersdorf) ist ein Dorf in der Landgemeinde Kondratowice (Kurtwitz) im Powiat Strzeliński (Kreis Strehlen) in der Woiwodschaft Niederschlesien in Polen.

## Lage
Grzegorzów liegt ca. 6 Kilometer nordöstlich von Kondratowice (Kurtwitz), 9 Kilometer nordwestlich von Strzelin (Strehlen) und 35 Kilometer südlich der Woiwodschaft-Hauptstadt Breslau. Nachbarorte sind Podgaj (Pudigau) im Westen, Karczyn (Karzen) im Südwesten, Głownin im Norden, Brochocinek (Naß Brockhut) im Süden und Zielenice (Grünhartau) im Osten.  

## Geschichte

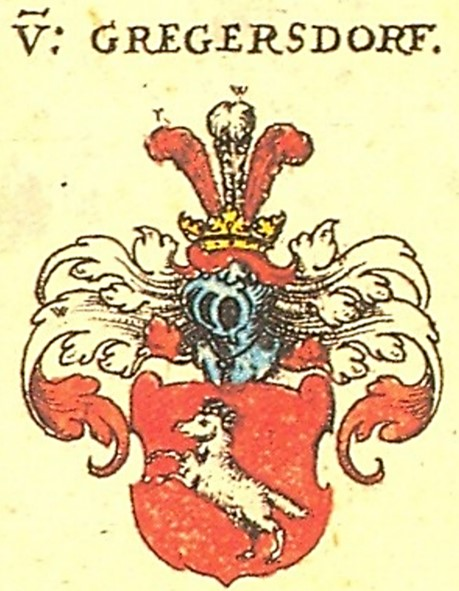
Wappen der von Gregersdorf

Der Name lässt auf Gründung im Zuge der Ostkolonisation durch deutsche Siedler schließen. Der Ort erscheint erstmals 1354 in einer Urkunde Herzog Bolok II. als „Gregorsdorff“. Er war der Stammsitz des gleichnamigen 1719 erloschenen schlesischen Rittergeschlechtes. Territorial gehörte Grögersdorf zum Herzogtum Brieg, das ein Lehen der Krone Böhmens war. Es wurde bis 1675 von den Schlesischen Piasten regiert und fiel dann durch Heimfall an den böhmischen Landesherrn. Grundherr über Grögersdorf waren im 15. Jahrhundert die Herren von Reidenburg. 1586 erscheint Kaspar Gregersdorf auf Gregersdorf († 1595). Nach den Aussterben der Piasten gelangte Grögersdorf 1675 an die fürstliche Kammer und wurde darauf vom Domänenpachtamt Rothschloß verwaltet. Nach dem Ersten Schlesischen Krieg fiel Grögersdorf mit dem größten Teil Schlesiens 1741/42 an Preußen.  
1783 zählte das Dorf neun Bauern, 17 Gärtner, zwei Häusler und 208 deutschsprachige Einwohner. 1845 waren es 47 Häuser, ein herrschaftliches Schloss mit Vorwerk, eine Freischoltisei, 317 überwiegend evangelische Einwohner (17 katholisch), acht Handwerker, vier Händler, 1210 Rinder und 965 Landschafe. Zum Dorf gehörte die Freistelle Säbisch, eine frühere Fasanerie. Grögersdorf war evangelisch zur Kirche in Karzen und katholische zur Kirche in Rothschloß gepfarrt. Grögersdorf gehörte von 1815 bis 1932 zum Landkreis Nimptsch und von 1932 bis 1945 zum Landkreis Strehlen. Grögersdorf war Teil des Amtsbezirkes Klein-Jeseritz, später Pudigau.
Als Folge des Zweiten Weltkriegs fiel Grögersdorf 1945 zusammen mit dem größten Teil Schlesiens an die Volksrepublik Polen. Nachfolgend wurde es in Grzegorzów umbenannt. Die deutsche Bevölkerung wurde, soweit sie nicht schon vorher geflohen war, vertrieben. Die neu angesiedelten Bewohner stammten teilweise aus Ostpolen, das an die Sowjetunion gefallen war. Heute gehört Grzegorzów zur Landgemeinde Kondratowice.

## Sehenswürdigkeiten
- Schloss Grögersdorf, Herrenhaus bez. 1909